# ایزنبورگ (راینلاند-فالتس)
ایزنبورگ (به آلمانی: Isenburg) یک شهر در آلمان است که در Neuwied واقع شده‌است. ایزنبورگ ۶۶۸ نفر جمعیت دارد.